# Mogilino
Mogilino (bulgariska: Могилино) är ett distrikt i Bulgarien.   Det ligger i kommunen Obsjtina Dve mogili och regionen Ruse, i den centrala delen av landet, 230 km öster om huvudstaden Sofia.
Trakten runt Mogilino består till största delen av jordbruksmark. Runt Mogilino är det ganska glesbefolkat, med 42 invånare per kvadratkilometer.